# Saint-Mars-Vieux-Maisons
Pour les articles homonymes, voir Saint-Mars.
« Vieux-Maisons » redirige ici. Pour la commune de l'Aisne, voir Viels-Maisons.
Saint-Mars-Vieux-Maisons est une commune française située dans le département de Seine-et-Marne. Elle est issue de la fusion en 1974 des communes de Saint-Mars-en-Brie et de Vieux-Maisons.

## Géographie

### Localisation
La commune est située à environ 23,8 kilomètres au nord  de Provins.

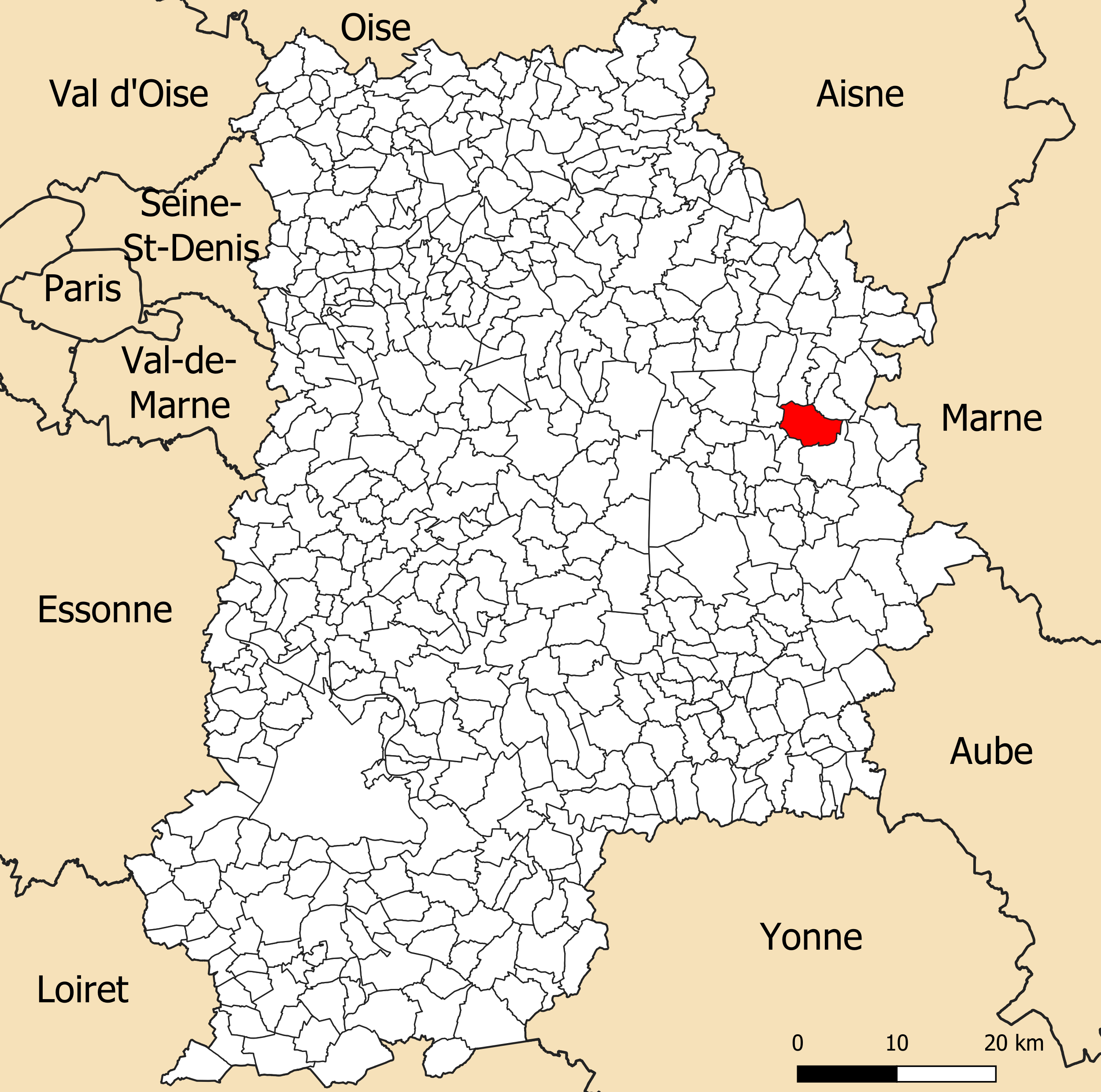
Localisation de la commune de Saint-Mars-Vieux-Maisons dans le département de Seine-et-Marne.

### Communes limitrophes
| La Ferté-Gaucher | Saint-Martin-des-Champs  | Lescherolles |

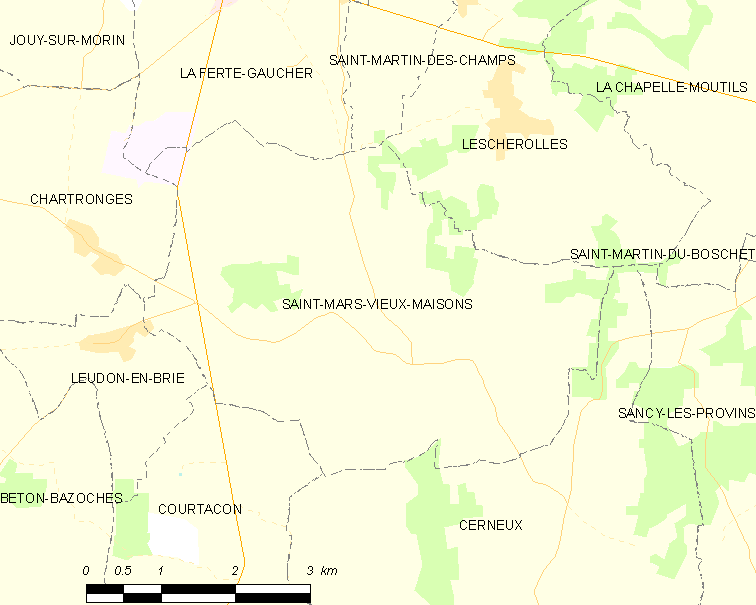
Carte des communes limitrophes de Saint-Mars-Vieux-Maisons.

| Chartronges      | Saint-Mars-Vieux-Maisons |              |
| Leudon-en-Brie   | Courtacon                | Cerneux      |

### Hydrographie

#### Réseau hydrographique

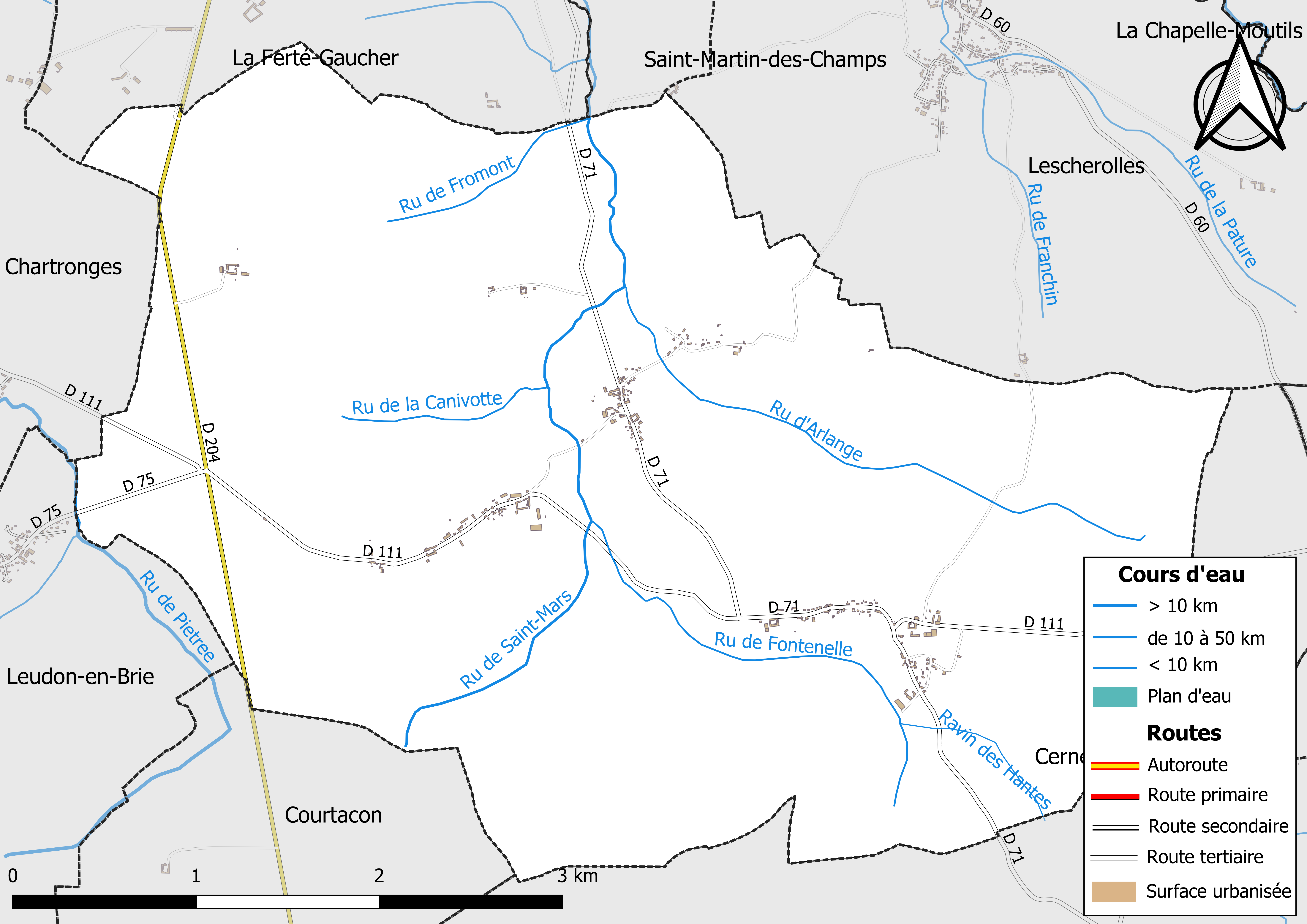
Carte des réseaux hydrographique et routier de Saint-Mars-Vieux-Maisons.

Le réseau hydrographique de la commune se compose de sept cours d'eau référencés :
- le ru de Vannetin ou ru de Pietree, long de 18,63 km[1] ;
- le ru de Saint-Mars, 6,88 km[2], affluent du Grand Morin ;
  - le ru d'Arlange, 3,46 km[3], et ;
  - le ru de la Canivotte, 1,19 km[4], et ;
  - le ru de Fromont, 1,30 km[5], et ;
  - le ru de Fontenelle, 2,77 km[6], affluents du ru de Saint-Mars ;
    - le ravin des Hantes, 1,06 km[7], qui conflue avec le ru de Fontenelle.

La longueur totale des cours d'eau sur la commune est de 14,55 km.

#### Gestion des cours d'eau
Afin d’atteindre le bon état des eaux imposé par la Directive-cadre sur l'eau du 23 octobre 2000, plusieurs outils de gestion intégrée s’articulent à différentes échelles : le SDAGE, à l’échelle du bassin hydrographique, et le SAGE, à l’échelle locale. Ce dernier fixe les objectifs généraux d’utilisation, de mise en valeur et de protection quantitative et qualitative des ressources en eau superficielle et souterraine. Le département de Seine-et-Marne est couvert par six SAGE, au sein du bassin Seine-Normandie.
La commune fait partie du SAGE « Petit et Grand Morin », approuvé le 21 octobre 2016. Le territoire de ce SAGE comprend les bassins du Petit Morin (630 km2) et du Grand Morin (1 185 km2). Le pilotage et l’animation du SAGE sont assurés par le syndicat mixte d'aménagement et de gestion des Eaux (SMAGE) des 2 Morin, qualifié de « structure porteuse ».

### Climat
Pour des articles plus généraux, voir Climat de l'Île-de-France et Climat de Seine-et-Marne.
En 2010, le climat de la commune est de type climat océanique dégradé des plaines du Centre et du Nord, selon une étude du CNRS s'appuyant sur une série de données couvrant la période 1971-2000. En 2020, Météo-France publie une typologie des climats de la France métropolitaine dans laquelle la commune est exposée à un climat océanique altéré et est dans la région climatique Nord-est du bassin Parisien, caractérisée par un ensoleillement médiocre, une pluviométrie moyenne régulièrement répartie au cours de l’année et un hiver froid (3 °C).
Pour la période 1971-2000, la température annuelle moyenne est de 10,6 °C, avec une amplitude thermique annuelle de 15,3 °C. Le cumul annuel moyen de précipitations est de 750 mm, avec 11,7 jours de précipitations en janvier et 8,1 jours en juillet. Pour la période 1991-2020, la température moyenne annuelle observée sur la station météorologique la plus proche, située sur la commune de Bezalles à 9 km à vol d'oiseau, est de 11,4 °C et le cumul annuel moyen de précipitations est de 752,7 mm,. Pour l'avenir, les paramètres climatiques de la commune estimés pour 2050 selon différents scénarios d'émission de gaz à effet de serre sont consultables sur un site dédié publié par Météo-France en novembre 2022.

### Milieux naturels et biodiversité

#### Réseau Natura 2000

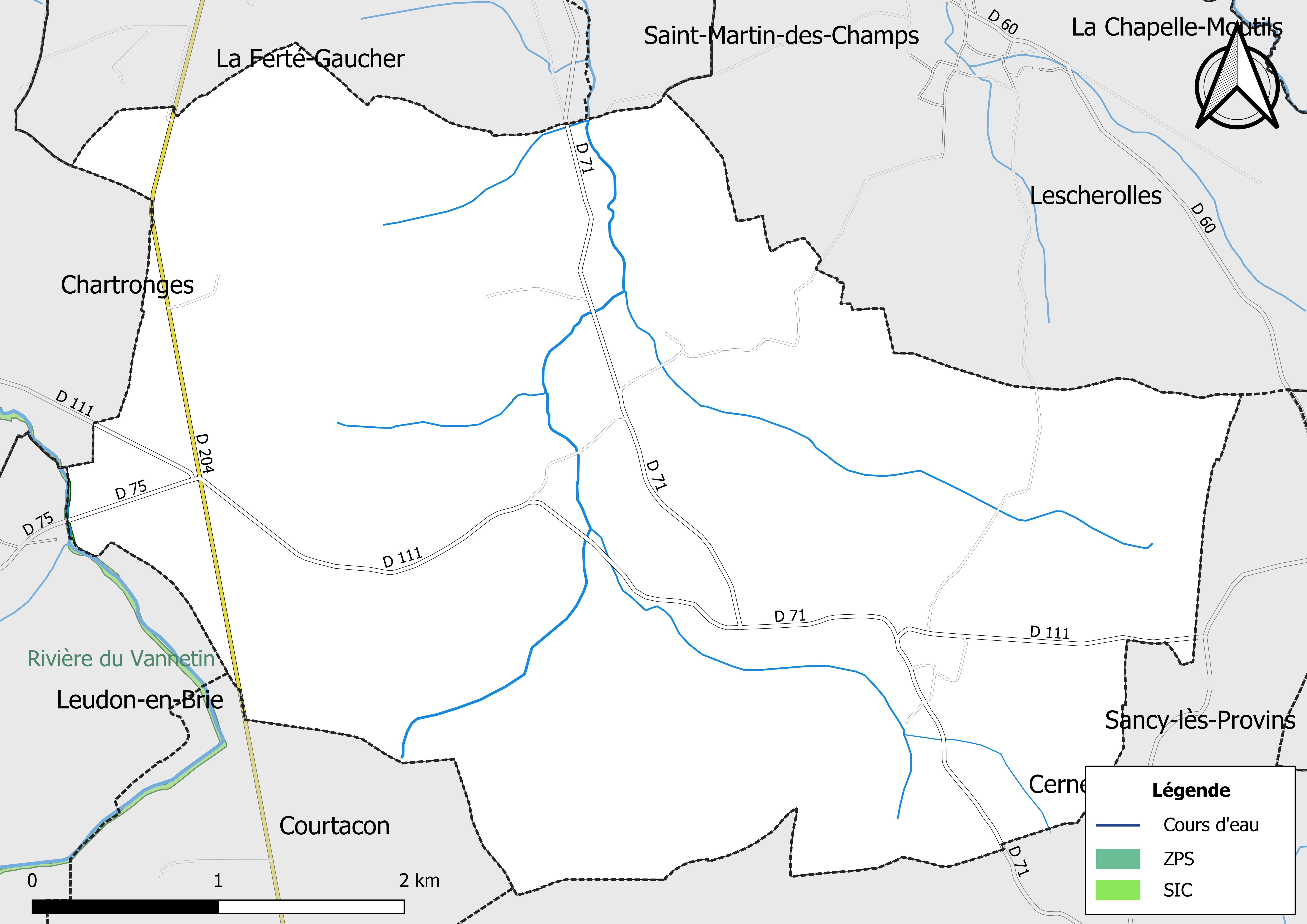
Sites Natura 2000 sur le territoire communal.

Le réseau Natura 2000 est un réseau écologique européen de sites naturels d’intérêt écologique élaboré à partir des Directives « Habitats » et « Oiseaux ». Ce réseau est constitué de Zones spéciales de conservation (ZSC) et de Zones de protection spéciale (ZPS). Dans les zones de ce réseau, les États Membres s'engagent à maintenir dans un état de conservation favorable les types d'habitats et d'espèces concernés, par le biais de mesures réglementaires, administratives ou contractuelles.
Un site Natura 2000 a été défini sur la commune au titre de la « directive Habitats », : 
la « Rivière du Vannetin », d'une superficie de 63,3 ha, une rivière de première catégorie piscicole située dans un contexte agricole encore varié et extensif mais qui a conservé des écosystèmes naturels particulièrement riches pour la région Île-de-France. Ce cours d’eau accueille des populations de Lamproie de Planer et de Chabot. La Loche de rivière a aussi été observée sur le site,.

## Urbanisme

### Typologie
Au 1er janvier 2024, Saint-Mars-Vieux-Maisons est catégorisée commune rurale à habitat dispersé, selon la nouvelle grille communale de densité à sept niveaux définie par l'Insee en 2022.
Elle est située hors unité urbaine. Par ailleurs la commune fait partie de l'aire d'attraction de Paris, dont elle est une commune de la couronne,. Cette aire regroupe 1 929 communes,.

### Lieux-dits et écarts
La commune compte 154 lieux-dits administratifs répertoriés consultables ici.

### Occupation des sols
L'occupation des sols de la commune, telle qu'elle ressort de la base de données européenne d’occupation biophysique des sols Corine Land Cover (CLC), est marquée par l'importance des territoires agricoles (90,8 % en 2018), une proportion identique à celle de 1990 (90,8 %). La répartition détaillée en 2018 est la suivante : 
terres arables (83,6% ), forêts (8,3% ), zones agricoles hétérogènes (3,7% ), prairies (3,4% ), espaces verts artificialisés, non agricoles (0,9 %).
Parallèlement, L'Institut Paris Région, agence d'urbanisme de la région Île-de-France, a mis en place un inventaire numérique de l'occupation du sol de l'Île-de-France, dénommé le MOS (Mode d'occupation du sol), actualisé régulièrement depuis sa première édition en 1982. Réalisé à partir de photos aériennes, le Mos distingue les espaces naturels, agricoles et forestiers mais aussi les espaces urbains (habitat, infrastructures, équipements, activités économiques, etc.) selon une classification pouvant aller jusqu'à 81 postes, différente de celle de Corine Land Cover,,. L'Institut met également à disposition des outils permettant de visualiser par photo aérienne l'évolution de l'occupation des sols de la commune entre 1949 et 2018.

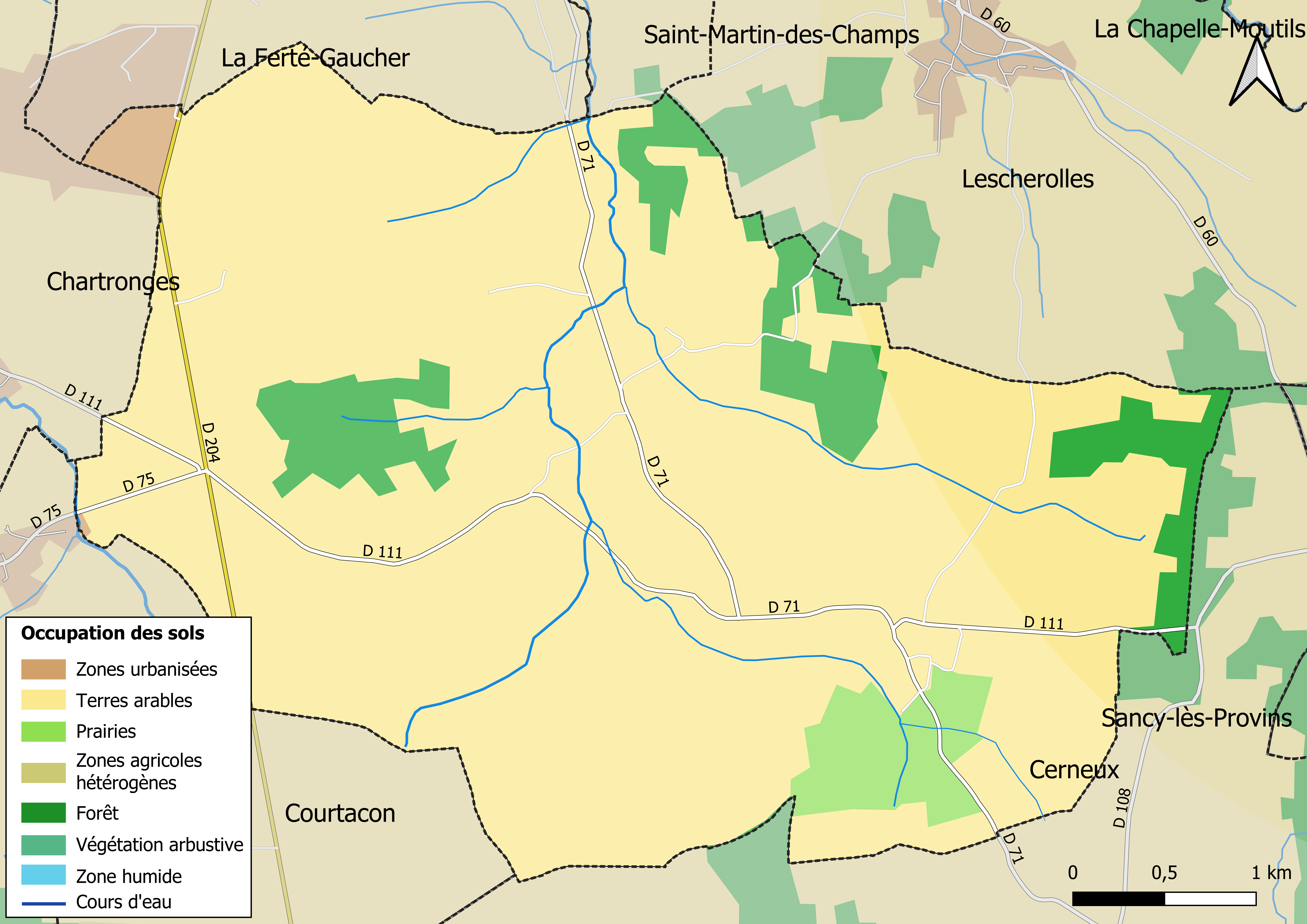
Carte des infrastructures et de l'occupation des sols en 2018 (CLC) de la commune.
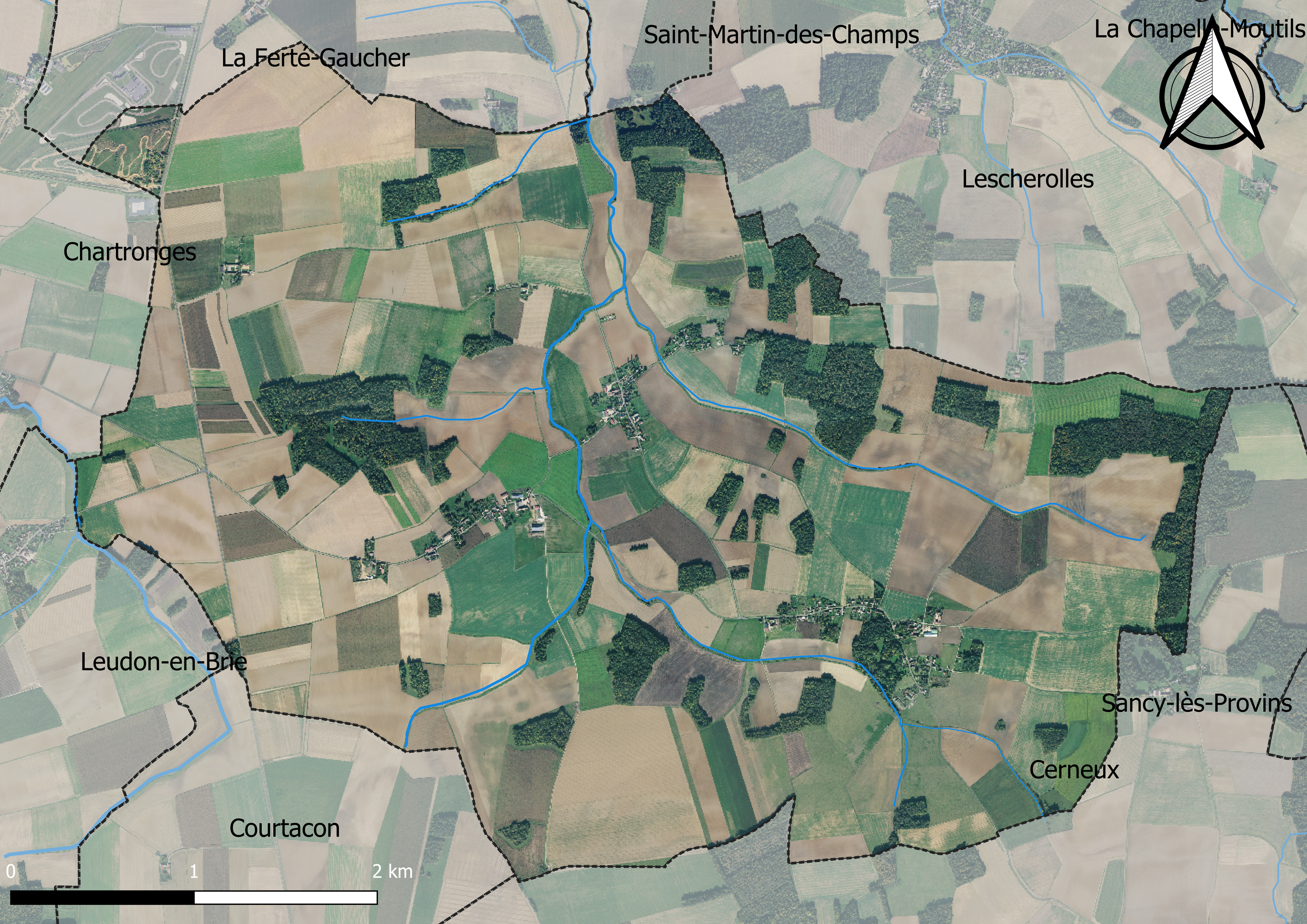
Carte orhophotogrammétrique de la commune.

### Planification
La commune disposait en 2019 d'un plan local d'urbanisme en révision. Un plan local d'urbanisme intercommunal couvrant le territoire de la communauté de communes des Deux Morin, prescrit le 28 juin 2018, était en élaboration,. Le zonage réglementaire et le règlement associé peuvent être consultés sur le Géoportail de l'urbanisme.

### Logement
En 2017, le nombre total de logements dans la commune était de 130 dont 98,4 % de maisons (maisons de ville, corps de ferme, pavillons, etc.).
Parmi ces logements, 82 % étaient des résidences principales, 9,4 % des résidences secondaires et 8,6 % des logements vacants.
La part des ménages fiscaux propriétaires de leur résidence principale s'élevait à 90,6 % contre 5,7 % de locataires et 3,8 % logés gratuitement.

## Toponymie
- Saint-Mars est mentionné sous les formes Sanctus Medardus, Senonensis dyocesis en 1234[33] ; Sanctus Medardus en 1239[34] ; Saint Maar en 1298[35] ; Saint Mars en Brie en 1776[36] ; Saint Mars en 1793 ; Saint-Mars en 1801[37].

Au cours de la Révolution française, la commune de Saint-Mars porte le nom de Libreval en l'an II (1789).
L'origine du nom vient de Saint Médard, évêque de Noyon au VIe siècle.
- Vieux-Maisons est mentionné sous les formes Les Anciennes Mésons vers 1222 (Livre des vassaux)[38] ; Veteres Domus en 1249 (Rôles des fiefs) ; Vielles Mesons en 1265[39] ; De Veteris Domibus en 1282[40] ;  Viez Messons en 1296[41] ; Vieux Maisons en 1574[42].

Par décret du 18 novembre 1919, le village reprend le nom de Saint-Mars-en-Brie.
En 1974, il absorbe le village voisin de Vieux-Maisons pour devenir Saint-Mars-Vieux-Maisons.

## Histoire
La commune fut un des lieux de combat lors de la Bataille de la Marne en 1914 et fut libérée par la 5e armée dès le premier jour[réf. nécessaire].

## Économie

### Revenus de la population et fiscalité
En 2017, le nombre de ménages fiscaux était de 
104, représentant 286 personnes et la  médiane du revenu disponible par unité de consommation  de 21 800 euros.

### Emploi
En 2017 , le nombre total d’emplois dans la zone était de 42, occupant 146 actifs  résidants.
Le taux d'activité de la population (actifs ayant un emploi) âgée de 15 à 64 ans s'élevait à 75,9 % contre un taux de chômage de 6,3 %. 
Les 17,8 % d’inactifs se répartissent de la façon suivante : 7,9 % d’étudiants et stagiaires non rémunérés, 5,8 % de retraités ou préretraités et 4,2 % pour les autres inactifs.

### Entreprises et commerces
En 2018, le nombre d'établissements actifs était de 19 dont 
2 dans l’industrie manufacturière, industries extractives et autres, 7 dans la construction, 4 dans le commerce de gros et de détail, transports, hébergement et restauration, 2 dans les activités spécialisées, scientifiques et techniques et activités de services administratifs et de soutien, 1 dans l’administration publique, enseignement, santé humaine et action sociale et 3  étaient relatifs aux autres activités de services.
En 2019, une entreprise individuelle a été créée sur le territoire de la commune.
Au 1er janvier 2020, la commune ne disposait pas d’hôtel et de terrain de camping.

### Agriculture
Saint-Mars-Vieux-Maisons est dans la petite région agricole dénommée la « Brie est », une partie de la Brie. En 2010, l'orientation technico-économique de l'agriculture sur la commune est la culture de céréales et d'oléoprotéagineux (COP).
Si la productivité agricole de la Seine-et-Marne se situe dans le peloton de tête des départements français, le département enregistre un double phénomène de disparition des terres cultivables (près de 2 000 ha par an dans les années 1980, moins dans les années 2000) et de réduction d'environ 30 % du nombre d'agriculteurs dans les années 2010. Cette tendance se retrouve au niveau de la commune où le nombre d’exploitations est passé de 16 en 1988 à 12 en 2010. Parallèlement, la taille de ces exploitations augmente, passant de 75 ha en 1988 à 125 ha en 2010.
Le tableau ci-dessous présente les principales caractéristiques des exploitations agricoles de Saint-Mars-Vieux-Maisons, observées sur une période de 22 ans : 
|                                      | 1988  | 2000  | 2010  |
| ------------------------------------ | ----- | ----- | ----- |
| Dimension économique,                |       |       |       |
| Nombre d’exploitations (u)           | 16    | 12    | 12    |
| Travail (UTA)                        | 21    | 17    | 14    |
| Surface agricole utilisée (ha)       | 1 203 | 1 442 | 1 500 |
| Cultures                             |       |       |       |
| Terres labourables (ha)              | 1 163 | 1 435 | 1 354 |
| Céréales (ha)                        | 773   | 995   | 956   |
| dont blé tendre (ha)                 | 541   | 645   | 642   |
| dont maïs-grain et maïs-semence (ha) | 137   | 156   | 203   |
| Tournesol (ha)                       | 44    |       |       |
| Colza et navette (ha)                | 114   | 113   | 160   |
| Élevage                              |       |       |       |
| Cheptel (UGBTA)                      | 85    | 14    | 94    |

## Politique et administration

### Liste des maires
| Période   | Période   | Identité          | Étiquette | Qualité             |
| --------- | --------- | ----------------- | --------- | ------------------- |
| mars 1971 | mars 2001 | Raymond Boudin    |           |                     |
| mars 2001 | mars 2011 | Laurence Nonne    |           |                     |
| mars 2011 | En cours  | Patrick Pettinger |           | Exploitant agricole |

## Équipements et services

### Eau et assainissement
L’organisation de la distribution de l’eau potable, de la collecte et du traitement des eaux usées et pluviales relève des communes. La loi NOTRe de 2015 a accru le rôle des EPCI à fiscalité propre en leur transférant cette compétence. Ce transfert devait en principe être effectif au 1er janvier 2020, mais la loi Ferrand-Fesneau du 3 août 2018 a introduit la possibilité d’un report de ce transfert au 1er janvier 2026,.

#### Assainissement des eaux usées
En 2020, la commune de Saint-Mars-Vieux-Maisons ne dispose pas d'assainissement collectif,.
L’assainissement non collectif (ANC) désigne les installations individuelles de traitement des eaux domestiques qui ne sont pas desservies par un réseau public de collecte des eaux usées et qui doivent en conséquence traiter elles-mêmes leurs eaux usées avant de les rejeter dans le milieu naturel. La commune assure le service public d'assainissement non collectif (SPANC), qui a pour mission de vérifier la bonne exécution des travaux de réalisation et de réhabilitation, ainsi que le bon fonctionnement et l’entretien des installations,.

#### Eau potable
En 2020, l'alimentation en eau potable est assurée par le syndicat de l'Eau de l'Est seine-et-marnais (S2E77) qui gère le service en régie,,.

## Population et société
L'évolution du nombre d'habitants est connue à travers les recensements de la population effectués dans la commune depuis 1793. Pour les communes de moins de 10 000 habitants, une enquête de recensement portant sur toute la population est réalisée tous les cinq ans, les populations de référence des années intermédiaires étant quant à elles estimées par interpolation ou extrapolation. Pour la commune, le premier recensement exhaustif entrant dans le cadre du nouveau dispositif a été réalisé en 2005.

En 2022, la commune comptait 248 habitants, en évolution de −12,37 % par rapport à 2016 (Seine-et-Marne : +3,92 %, France hors Mayotte : +2,11 %).
| 1793 | 1800 | 1806 | 1821 | 1831 | 1836 | 1841 | 1846 | 1851 |
| ---- | ---- | ---- | ---- | ---- | ---- | ---- | ---- | ---- |
| 197  | 207  | 223  | 211  | 208  | 245  | 235  | 240  | 235  |

| 1856 | 1861 | 1866 | 1872 | 1876 | 1881 | 1886 | 1891 | 1896 |
| ---- | ---- | ---- | ---- | ---- | ---- | ---- | ---- | ---- |
| 236  | 253  | 233  | 244  | 262  | 248  | 215  | 230  | 237  |

| 1901 | 1906 | 1911 | 1921 | 1926 | 1931 | 1936 | 1946 | 1954 |
| ---- | ---- | ---- | ---- | ---- | ---- | ---- | ---- | ---- |
| 236  | 234  | 225  | 214  | 217  | 203  | 179  | 166  | 164  |

| 1962 | 1968 | 1975 | 1982 | 1990 | 1999 | 2005 | 2006 | 2010 |
| ---- | ---- | ---- | ---- | ---- | ---- | ---- | ---- | ---- |
| 129  | 140  | 155  | 164  | 175  | 188  | 270  | 280  | 268  |

| 2015 | 2020 | 2022 | - | - | - | - | - | - |
| ---- | ---- | ---- | - | - | - | - | - | - |
| 282  | 256  | 248  | - | - | - | - | - | - |

## Culture locale et patrimoine

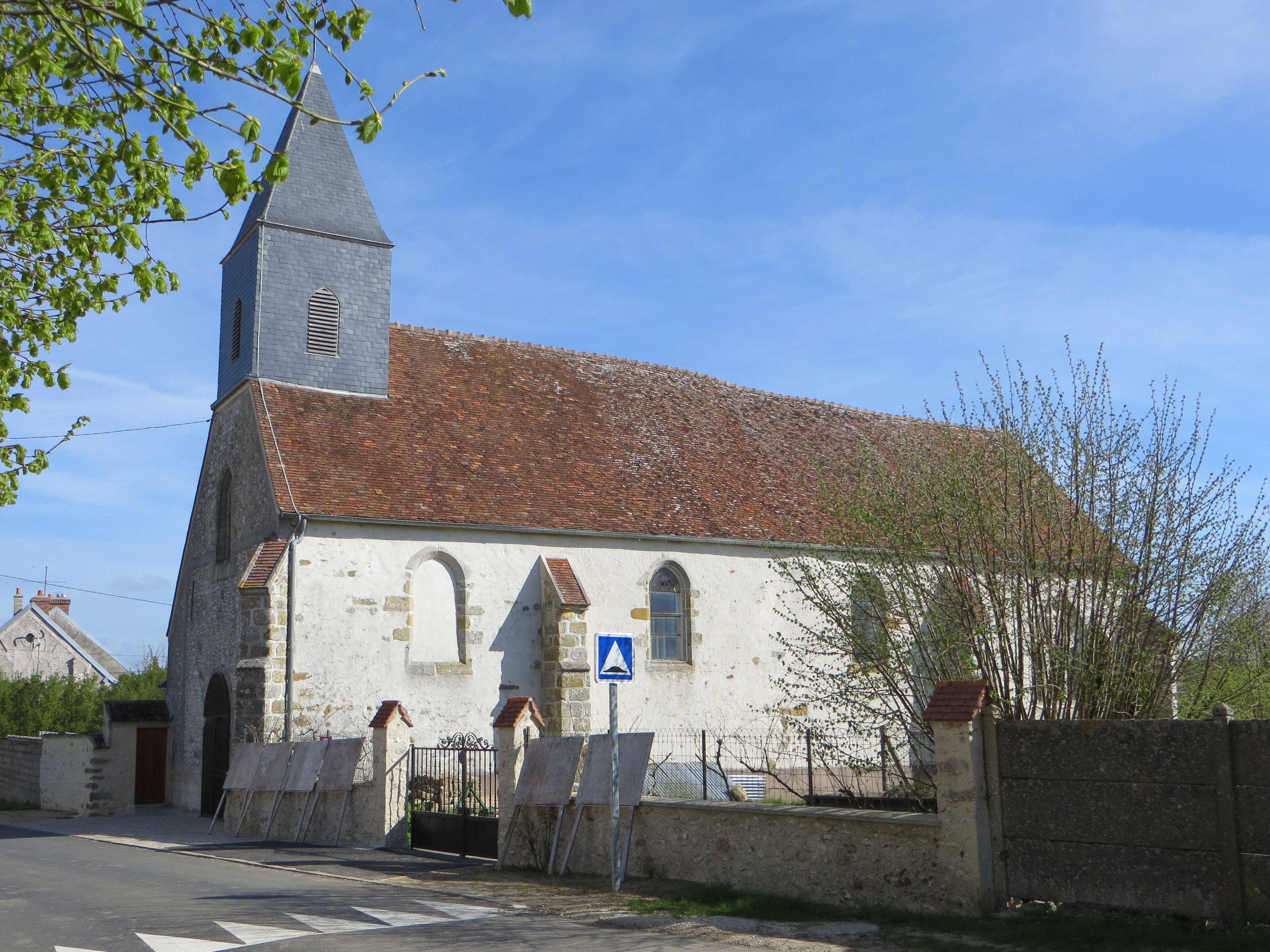
L'église Saint-Médard à Saint-Mars.

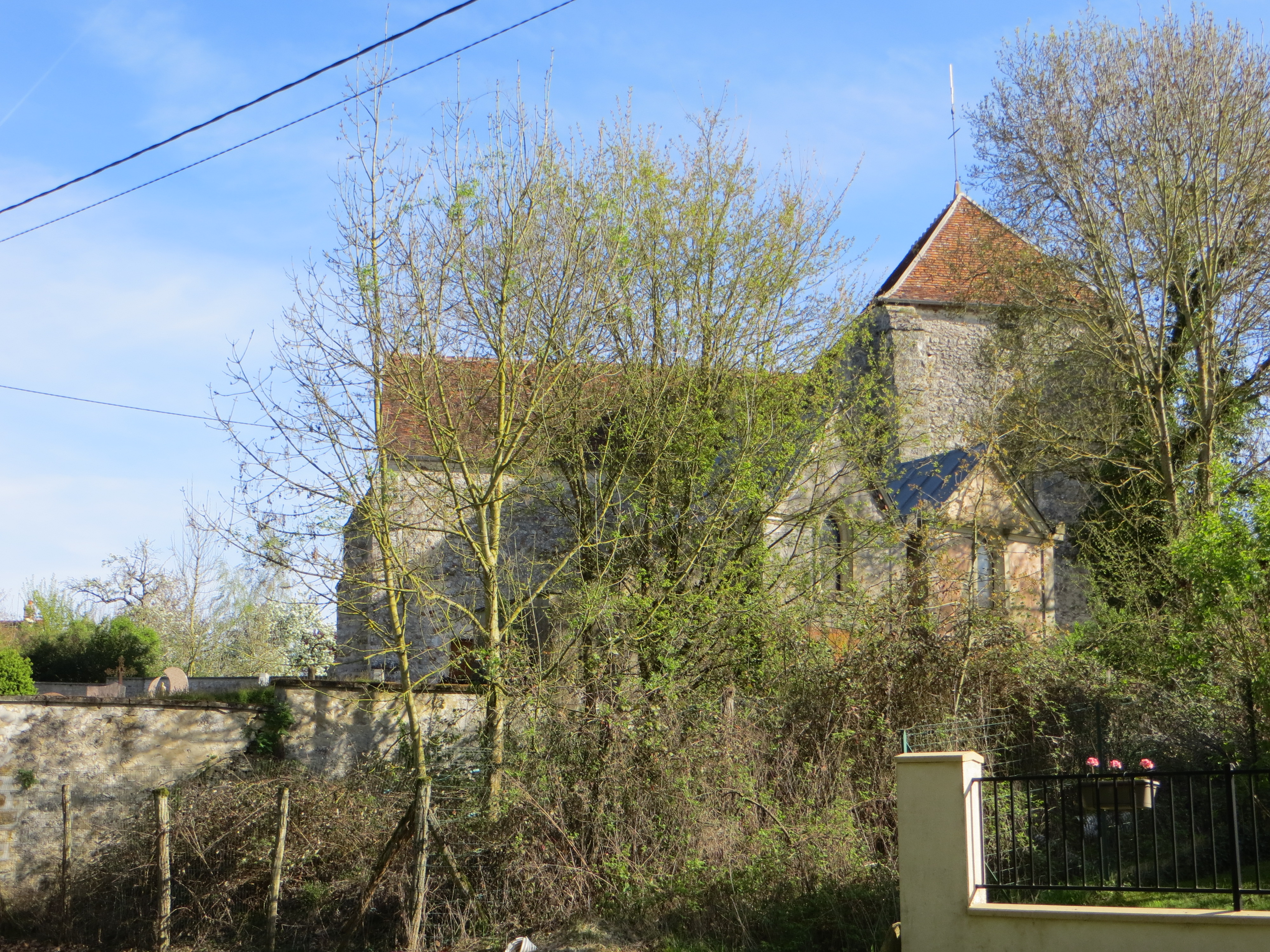
L'église Sainte-Colombe à Vieux-Maisons.

### Lieux et monuments
- Deux églises : Saint-Médard à Saint-Mars datant du XIIe siècle et Sainte-Colombe à Vieux-Maisons des XIIe, XIIIe et XIVe siècles.
- Trois lavoirs.
- Vestiges du château de la famille De Maricourt édifié en 1892.
- Traces d'un retranchement gallo-romain situé en contrebas d'une ondulation de terrain (route de Vaumoux).

### Saint-Mars-en-Brie et la littérature
Le roman Les Glycines de Martine L. Jacquot (éditions du Vermillon, Ottawa, Canada) a été inspiré par la petite enfance de l'auteure à Saint-Mars-en-Brie. Le village lui sert de modèle pour ses descriptions et les habitants lui inspirent certains personnages